# Davy Claude Angan
Davy Claude Angan N'Guessan (Abidjan, 20 september 1987) is een Ivoriaanse profvoetballer die speelt bij de Chineese club Hangzhou Greentown. Daarvoor kwam hij uit voor de Noorse Tippeligaenclub Molde FK als spits.

## Carrière
Angan speelde voor ES Bingerville in zijn thuisland voordat hij vervolgens naar het Noorse Lyn Oslo vertrok in 2008. In 2010 tekende hij bij Hønefoss BK.
Op 12 januari 2011 werd hij aangetrokken door Molde FK. Bij het einde van het Tippeligaen 2012 seizoen was hij topscorer met 13 goals voor zijn club en eindigde achter Peter Kovacs op de topscoorders lijst.
In januari 2013 werd Angan overgenomen door Hangzhou Greentown voor ongeveer 12 miljoen NOK.